# Campoplex calamae
Campoplex calamae är en stekelart som beskrevs av Cameron 1912. Campoplex calamae ingår i släktet Campoplex och familjen brokparasitsteklar. Inga underarter finns listade.